# Джудіт Гоф
Джудіт Ґоф (англ. Judith Gough) (8 листопада 1972) — британська дипломатка. Надзвичайний і Повноважний Посол Великої Британії у Швеції (з серпня 2019). Перед цим займала посаду Посла в Україні (з 27.03.2015). Володіє українською мовою. 

## Життєпис
Народилася 8 листопада 1972 р. У 1995 р. закінчила Університет Ноттінгема та у 2012 р. Королівський коледж у Лондоні.
У 1995—1997 рр. — помічник-консультант Emerging Markets, управління консультаційних послуг «Ernst & Young»
У 1997—2001 рр. — старший фінансовий консультант управління консультаційних послуг «Ernst & Young».
З 2001 р. на дипломатичній роботі у різних структурах МЗС Великої Британії.
У 2001—2002 рр. — референт Південного Європейського департаменту МЗС Великої Британії.
У 2002—2004 рр. — керівник групової політики стратегії по Албанії, Македонії й Балканах МЗС Великої Британії.
У 2004—2007 рр. — радник з політичних питань посольства в Сеулі.
У 2007—2008 рр. — заступник директора Програми спільних служб МЗС Великої Британії
У 2008—2010 рр. — заступник начальника групової політики безпеки МЗС Великої Британії, відповідала за питання контролю над озброєннями, ядерним роззброєнням і міжнародною безпекою.
У 2010—2012 рр. — Надзвичайний і Повноважний Посол Великої Британії у Тбілісі.
У 2012—2015 рр. — обіймала посаду директора департаменту Східної Європи та Центральної Азії МЗС Великої Британії.
З 27 березня 2015 року — Надзвичайний і Повноважний Посол Великої Британії в Києві.
17 вересня 2015 — вручила вірчі грамоти Президентові України Петрові Порошенку.
У 2017 році Надзвичайний і Повноважний Посол Великої Британії в Україні Джудіт Гоф пройшлась у «Марші рівності» у Києві. У 2019 році Джудіт Гоф отримала нагороду від української ЛГБТ-спільноти.
У червні 2019 року — призначена на посаду Посла Великої Британії у Королівстві Швеція. Приступила до виконання обов'язків з серпня 2019 року.
Джудіт Гоф є відкритою лесбійкою і має двох дітей укупі зі своєю партнеркою Джулією Клеюзі.